# 米克·佛利
米克·佛利（英語：Mick Foley）（1965年6月7日—），本名麥可·法蘭西斯·"米克"·佛利（英語：Michael Francis "Mick" Foley, Sr.），是美國職業摔角手及作家，目前效力於世界摔角娛樂 （WWE），曾經擔任世界摔角娛樂旗下摔角節目WWE Saturday Morning Slam總經理。他曾參加過許多摔角聯盟：極限冠軍摔角 （Extreme Championship Wrestling）、世界冠軍摔角 （WCW）、行動不止摔角 （TNA）。他固定以長髮、黑紅格子襯衫的外型出現在觀眾面前。泰瑞·馮克曾給過他一個稱號“硬核傳奇”。
在摔角場上，他有許多不同的身份，例如殘忍的仙人掌傑克（英語：Cactus Jack）、瘋狂的類人克（英語：Mankind）以及Dude Love，他已經入選2013年世界摔角娛樂名人堂，也是首位WWE硬蕊冠軍得主，曾經拿下過3次WWE冠軍、8次WWE雙打冠軍、2次ECW雙打冠軍及1次WCW雙打冠軍。
米克·佛利於2016年7月19日的Raw節目上，由史蒂芬妮·麥馬漢宣布擔任Raw品牌節目的總經理，於2017年3月遭到解僱。

## 外部連結
- TNA 官網上的資料
- 米克·佛立童書著作的出版社
- Mick Foley在互联网电影资料库（IMDb）上的資料（英文）